# Formats d'àudio HD

## Introducció
Comparació dels formats dàudio HD utilitzats en els nous suports de distribució HD-DVD i Blu-Ray amb un format d'audio sense compressió com el PCM.

## Taula comparativa
| Característiques Tècniques   | Dolby Digital TrueHD   | DTS Master Audio HD | PCM Uncompressed     |
| Codificació lossless         | Si                     | Si                  | Si                   |
| Canals discrets              | 14                     | 8                   | 6                    |
| Taxa de bits                 | 18 Mbps                | 24,5 Mbps           | >35 Mbps             |
| Resolució                    | 24 bits                | 24 bits             | 24 bits              |
| Freqüència mostreig          | 192 kHz                | 192 kHz             | 48 kHz               |
| Retrocompatibilitat          | Dolby Digital 640 kbps | DTS 1,5 Mbps        | No necessita         |
| Limitacions en connexions    | HDMi 1.3               | HDMi 1.3            | 6 coaxials analògics |
| Descodificador               | Requereix DDTrueHD     | Requereix DTS MA HD | No requereix         |
| Característiques addicionals | meta dades             | No                  | No                   |

## Comparació
Els tres formats d'àudio aporten a l'usuari la mateixa qualitat d'àudio. Però, el PCM uncompressed té molts inconvenients per sobre dels formats amb compressió Dolby Digtal TrueHD i DTS Master Audio HD.
Al no aplicar compressió, la seva taxa de bits és molt més elevada, per tant requereix més recursos, i pot ser un gran problema per emmagatzemar-ho en dispositius òptics. A més, no suporta tants canals d'àudio independents. Una característica que pot ser un inconvenient o no, és que no requereix un descodificador (tots els lectors reprodueixen l'àudio codificat PCM, ja que és la codificació dels CD-Audio), però requereix que l'equip tingui sortides analògiques independents per a cada canal d'àudio directament.